# Juhani Kaskeala
Juhani Kaskeala, finski admiral, * 26. julij 1946.
Kaskeala je bil načelnik generalštaba Finskih obrambnih sil od leta 2001 do 2009.